# Università Yonsei
L'Università Yonsei (in coreano: 연세대학교, in inglese: Yonsei University) è un'università privata mista con sede nella città di Seul, la capitale della Corea del Sud. Insieme all'Università Nazionale di Seul e all'Università della Corea costituisce il gruppo noto come SKY, composta dalle tre più prestigiose università della città e del Paese.

## Storia
Il primo istituto risale al 1885, in seguito nel 1915 fu aggiunto il campus e l'università fu fondata ufficialmente con l'attuale nome nel 1957.